# Alan Davies
Alan Roger Davies (ur. 6 marca 1966 w Loughton) – angielski komik, aktor i pisarz. Wystąpił w tytułowej roli w serialu kryminalnym BBC Jonathan Creek (1997–2016). Był stałym uczestnikiem programu QI (2003–2020).

## Wybrana filmografia
- 1997–2016: Jonathan Creek jako Jonathan Creek
- 2003–2020: QI jako stały panelista
- 2007: Agatha Christie: Panna Marple jako Mallard
- 2008: Angus, stringi i przytulanki jako Bob Nicholson
- 2008: Hotel Babylon jako Otto Clark
- 2018: Sprawy Frankie Drake jako Jonny Cork